# Fall-Kontroll-Studie
Eine Fall-Kontroll-Studie ist eine Form der epidemiologischen Studien in der Medizin. Dabei werden erkrankte Probanden mit gesunden Probanden in einer Kontrollgruppe verglichen. Bei dieser retrospektiven Studie wird rückblickend nach Hinweisen auf eine mögliche Krankheitsursache gesucht. Bei beiden Gruppen wird nun ermittelt, ob in der Vergangenheit eine Exposition gegenüber potenziellen Risikofaktoren vorlag. Ein signifikanter Unterschied zwischen beiden Gruppen bedeutet eine Korrelation zwischen Risikofaktor und Erkrankung. Keinesfalls kann man allerdings auf eine tatsächliche Ursache/Wirkungsbeziehung schließen. Eine retrospektive Studienanordnung wie die Fall-Kontroll-Studie eignet sich jedoch zur Erstellung von Hypothesen zu möglichen Ursachen von Krankheiten.
| \| \| \| \| \| Interventionsstudie \| Interventionsstudie \| Interventionsstudie \| Interventionsstudie \| Interventionsstudie \| Interventionsstudie \| \| \| \| \| \| \| \| \| \| \| Beobachtungsstudie \| Beobachtungsstudie \| Beobachtungsstudie \| Beobachtungsstudie \| Beobachtungsstudie \| Beobachtungsstudie \| \| \| \| \| \| \| \| \| \| \| \| \| \| \| \| \| \| \| \| \| \| \| \| \| \| \| \| \| \| \| \| \| \| \| \| \| \| \| \| \| \| Interventionsstudie \| Interventionsstudie \| Interventionsstudie \| Interventionsstudie \| Interventionsstudie \| Interventionsstudie \| \| \| \| \| \| \| \| \| \| \| Beobachtungsstudie \| Beobachtungsstudie \| Beobachtungsstudie \| Beobachtungsstudie \| Beobachtungsstudie \| Beobachtungsstudie \| \| \| vergleichende Gruppen \| \| \| \| \| \| \| \| \| \| \| \| \| \| \| \| \| \| \| \| \| \| \| \| \| \| \| \| \| \| \| \| \| \| \| \| \| \| \| \| \| \| \| \| \| \| \| \| \| \| \| \| \| \| \| \| \| \| \| \| \| \| \| \| \| \| \| \| \| \| \| \| \| \| \| \| \| \| \| \| \| \| \| \| \| \| \| \| \| \| \| \| \| \| \| \| \| \| Randomisierte kontrollierte Studie \| Randomisierte kontrollierte Studie \| Randomisierte kontrollierte Studie \| Randomisierte kontrollierte Studie \| Randomisierte kontrollierte Studie \| Randomisierte kontrollierte Studie \| \| \| Nichtrandomisierte kontrollierte Studie \| Nichtrandomisierte kontrollierte Studie \| Nichtrandomisierte kontrollierte Studie \| Nichtrandomisierte kontrollierte Studie \| Nichtrandomisierte kontrollierte Studie \| Nichtrandomisierte kontrollierte Studie \| \| \| Deskriptive Studie \| Deskriptive Studie \| Deskriptive Studie \| Deskriptive Studie \| Deskriptive Studie \| Deskriptive Studie \| \| \| Analytische Studie \| Analytische Studie \| Analytische Studie \| Analytische Studie \| Analytische Studie \| Analytische Studie \| \| \| \| \| \| \| \| \| \| \| \| \| \| \| \| \| \| \| \| \| \| \| \| \| \| \| \| \| \| \| \| \| \| Randomisierte kontrollierte Studie \| Randomisierte kontrollierte Studie \| Randomisierte kontrollierte Studie \| Randomisierte kontrollierte Studie \| Randomisierte kontrollierte Studie \| Randomisierte kontrollierte Studie \| \| \| Nichtrandomisierte kontrollierte Studie \| Nichtrandomisierte kontrollierte Studie \| Nichtrandomisierte kontrollierte Studie \| Nichtrandomisierte kontrollierte Studie \| Nichtrandomisierte kontrollierte Studie \| Nichtrandomisierte kontrollierte Studie \| \| \| Deskriptive Studie \| Deskriptive Studie \| Deskriptive Studie \| Deskriptive Studie \| Deskriptive Studie \| Deskriptive Studie \| \| \| Analytische Studie \| Analytische Studie \| Analytische Studie \| Analytische Studie \| Analytische Studie \| Analytische Studie \| \| \| \| \| \| \| \| \| \| \| \| \| \| \| \| \| \| \| \| \| \| \| \| \| \| \| \| \| \| \| \| \| \| \| \| \| \| \| \| \| \| \| \| \| \| \| \| \| \| \| \| \| \| \| \| \| \| \| \| \| \| \| \| \| \| \| \| \| \| \| \| \| \| \| \| \| \| \| \| \| \| \| \| \| \| \| \| \| \| \| \| \| \| \| \| \| \| \| \| \| \| \| \| \| \| \| \| \| \| \| \| \| Kohorten- Studie \| Kohorten- Studie \| Kohorten- Studie \| Kohorten- Studie \| Kohorten- Studie \| Kohorten- Studie \| \| \| Fall-Kontroll- Studie \| Fall-Kontroll- Studie \| Fall-Kontroll- Studie \| Fall-Kontroll- Studie \| Fall-Kontroll- Studie \| Fall-Kontroll- Studie \| \| \| Querschnitts- Studie \| Querschnitts- Studie \| Querschnitts- Studie \| Querschnitts- Studie \| Querschnitts- Studie \| Querschnitts- Studie \| \| \| \| \| \| \| \| \| \| \| \| \| \| \| \| \| \| \| \| \| \| \| \| \| |                                    |                                    |                                    |                                    |                                    |                     |                     |                                         |                                         |                                         |                                         |                                         |                                         |  |  |                    |                    |                    |                    |                    |                    |                    |                    |                       |                       |                       |                       |                       |                       |  |  |                      |                      |                      |                      |                      |                      |  |  |  |  |  |  |  |  |  |  |  |  |  |  |  |  |  |  |  |  |  |  |  |  |
| |                                    |                                    |                                    | Interventionsstudie                | Interventionsstudie                | Interventionsstudie | Interventionsstudie | Interventionsstudie                     | Interventionsstudie                     |                                         |                                         |                                         |                                         |  |  |                    |                    |                    |                    | Beobachtungsstudie | Beobachtungsstudie | Beobachtungsstudie | Beobachtungsstudie | Beobachtungsstudie    | Beobachtungsstudie    |                       |                       |                       |                       |  |  |                      |                      |                      |                      |                      |                      |  |  |  |  |  |  |  |  |  |  |  |  |  |  |  |  |  |  |  |  |  |  |  |  |
| |                                    |                                    |                                    | Interventionsstudie                | Interventionsstudie                | Interventionsstudie | Interventionsstudie | Interventionsstudie                     | Interventionsstudie                     |                                         |                                         |                                         |                                         |  |  |                    |                    |                    |                    | Beobachtungsstudie | Beobachtungsstudie | Beobachtungsstudie | Beobachtungsstudie | Beobachtungsstudie    | Beobachtungsstudie    |                       |                       | vergleichende Gruppen |                       |  |  |                      |                      |                      |                      |                      |                      |  |  |  |  |  |  |  |  |  |  |  |  |  |  |  |  |  |  |  |  |  |  |  |  |
| |                                    |                                    |                                    |                                    |                                    |                     |                     |                                         |                                         |                                         |                                         |                                         |                                         |  |  |                    |                    |                    |                    |                    |                    |                    |                    |                       |                       |                       |                       |                       |                       |  |  |                      |                      |                      |                      |                      |                      |  |  |  |  |  |  |  |  |  |  |  |  |  |  |  |  |  |  |  |  |  |  |  |  |
| Randomisierte kontrollierte Studie | Randomisierte kontrollierte Studie | Randomisierte kontrollierte Studie | Randomisierte kontrollierte Studie | Randomisierte kontrollierte Studie | Randomisierte kontrollierte Studie |                     |                     | Nichtrandomisierte kontrollierte Studie | Nichtrandomisierte kontrollierte Studie | Nichtrandomisierte kontrollierte Studie | Nichtrandomisierte kontrollierte Studie | Nichtrandomisierte kontrollierte Studie | Nichtrandomisierte kontrollierte Studie |  |  | Deskriptive Studie | Deskriptive Studie | Deskriptive Studie | Deskriptive Studie | Deskriptive Studie | Deskriptive Studie |                    |                    | Analytische Studie    | Analytische Studie    | Analytische Studie    | Analytische Studie    | Analytische Studie    | Analytische Studie    |  |  |                      |                      |                      |                      |                      |                      |  |  |  |  |  |  |  |  |  |  |  |  |  |  |  |  |  |  |  |  |  |  |  |  |
| Randomisierte kontrollierte Studie | Randomisierte kontrollierte Studie | Randomisierte kontrollierte Studie | Randomisierte kontrollierte Studie | Randomisierte kontrollierte Studie | Randomisierte kontrollierte Studie |                     |                     | Nichtrandomisierte kontrollierte Studie | Nichtrandomisierte kontrollierte Studie | Nichtrandomisierte kontrollierte Studie | Nichtrandomisierte kontrollierte Studie | Nichtrandomisierte kontrollierte Studie | Nichtrandomisierte kontrollierte Studie |  |  | Deskriptive Studie | Deskriptive Studie | Deskriptive Studie | Deskriptive Studie | Deskriptive Studie | Deskriptive Studie |                    |                    | Analytische Studie    | Analytische Studie    | Analytische Studie    | Analytische Studie    | Analytische Studie    | Analytische Studie    |  |  |                      |                      |                      |                      |                      |                      |  |  |  |  |  |  |  |  |  |  |  |  |  |  |  |  |  |  |  |  |  |  |  |  |
| |                                    |                                    |                                    |                                    |                                    |                     |                     |                                         |                                         |                                         |                                         |                                         |                                         |  |  |                    |                    |                    |                    |                    |                    |                    |                    |                       |                       |                       |                       |                       |                       |  |  |                      |                      |                      |                      |                      |                      |  |  |  |  |  |  |  |  |  |  |  |  |  |  |  |  |  |  |  |  |  |  |  |  |
| |                                    |                                    |                                    |                                    |                                    |                     |                     |                                         |                                         |                                         |                                         |                                         |                                         |  |  | Kohorten- Studie   | Kohorten- Studie   | Kohorten- Studie   | Kohorten- Studie   | Kohorten- Studie   | Kohorten- Studie   |                    |                    | Fall-Kontroll- Studie | Fall-Kontroll- Studie | Fall-Kontroll- Studie | Fall-Kontroll- Studie | Fall-Kontroll- Studie | Fall-Kontroll- Studie |  |  | Querschnitts- Studie | Querschnitts- Studie | Querschnitts- Studie | Querschnitts- Studie | Querschnitts- Studie | Querschnitts- Studie |  |  |  |  |  |  |  |  |  |  |  |  |  |  |  |  |  |  |  |  |  |  |  |  |

## Selektion von Fällen
Für eine Fall-Kontroll-Studie wählt man die Fälle aufgrund der Krankheit und nicht der Exposition aus. Zur Auswahl gibt es unterschiedliche Quellen wie beispielsweise Krankenhauspatienten oder Patienten aus dem Niedergelassenenbereich. Um zu verhindern, dass die entdeckten Risikofaktoren lediglich auf ein spezielles Krankenhaus zurückzuführen sind, ist es ratsam, Fälle aus verschiedenen Krankenhäusern oder Bundesländern auszuwählen. Ebenfalls muss bei der Selektion der Fälle festgelegt werden, ob neue (inzidente) oder bereits existierende (prävalente) Fälle einbezogen werden. Bei Fall-Kontroll-Studien ist zu empfehlen, Inzidenzfälle einzubeziehen, denn bei Prävalenzfällen besteht die Gefahr, dass der entdeckte Risikofaktor auf einen Zusammenhang mit dem Überleben hinweist und nicht auf den Grund der Erkrankung. Wenn beispielsweise die Vielzahl der Erkrankten kurz nach der Diagnose versterben sollte, werden diese Patienten in der Untersuchung mit prävalenten Fällen unterrepräsentiert sein und letztlich das Ergebnis verzerren. Bei inzidenten Fällen ist jedoch festzuhalten, dass der Zeitraum, in dem eine Neuerkrankung auftritt, gegebenenfalls länger dauert als bei prävalenten Fällen.

## Selektion von Kontrollen
Die Auswahl und Vergleichbarkeit der Kontrollen sind wichtige Kriterien zur Sicherstellung der Validität der Fall-Kontroll-Studie. Damit vergleichbare Expositionsannahmen getroffen werden können, sollten die Fälle und Kontrollen der gleichen Basis-Population angehören. Die beste Möglichkeit, um eine Vergleichbarkeit sicherzustellen, ist die Auswahl der Kontrollen mithilfe des Bevölkerungsansatzes. Die Kontrollen werden dabei einer Zufallsstichprobe entnommen, die dabei derselben Population angehören wie die Fälle. Die Auswahl kann beispielsweise durch zufällig ausgewählte Telefonnummern derselben Region erfolgen. Ebenfalls gut vergleichbar sind Fälle und Kontrollen aus einer Kohorte. In dem Fall wird die Studie eingebettete Fall-Kontroll-Studie genannt. Insgesamt sollten Fälle und Kontrollen dieselben Einschlusskriterien erfüllen wie beispielsweise Region oder Alter.
Eine weitere Möglichkeit, Kontrollen zu generieren, stellen Krankenhauskontrollen und Kontrollen aus dem Krankenhauseinzugsgebiet dar. Bei der Auswahl ist darauf zu achten, dass die Kontrollen keine Krankheiten haben, die mit der Exposition oder der interessierenden Krankheit assoziiert werden. Beispielsweise stellen an einer bestimmten Krebs-Art erkrankte Personen die Fälle dar, und die Kontrollen werden aus Patienten rekrutiert, die die Klinik wegen Verkehrsunfällen aufsuchen mussten. Jedoch ist diese Art der Kontrollen störanfälliger als die Auswahl aus der Bevölkerung.
Um zu verhindern, dass die Fälle und Kontrollen in Eigenschaften und Expositionen Unterschiede aufzeigen, die eigentlich nicht im Fokus der Untersuchung stehen, werden die Teilnehmer bezüglich Merkmalen wie Alter, Geschlecht, kultureller Hintergrund, sozio-ökonomischer Status und Beruf verbunden (Fachbegriff matching). Um die Studie robuster zu gestalten, wird oftmals jeder Fall mit mehreren, manchmal sogar acht Kontrollen gematcht.

## Erhebung des Risikofaktors mit Verblindung
Es sollte versucht werden die Untersucher, die den Risikofaktor retrospektiv erheben zu verblinden. Das bedeutet, die Untersucher sollten bei der Erhebung des Risikofaktors nicht wissen, ob der Proband zu den Fällen oder zu den Kontrollen zählt, um zu vermeiden, dass hier unbewusst Rundungsfehler in die hypothesenkonforme Richtung entstehen. Falls der Risikofaktor in einem Interview erhoben werden muss, ist es teils unvermeidbar, dass der Untersucher die Zuordnung erfährt. Zur besseren Nachvollziehbarkeit, kann es sinnvoll sein mit zu erfassen, ob der Interviewer oder Datenüberträger glaubt, dass es sich um einen Fall oder eine Kontrollperson handelt.

## Schwierigkeiten der Fall-Kontroll-Studien
Die Hauptschwierigkeit der Fall-Kontroll-Studie an sich ist die korrekte Auswahl der Kontrollen – denn davon hängt letztlich die gesamte Aussagekraft der Studie ab. Werden für jeden Fall eine oder mehrere gleichaltrige Kontrollen vom selben Geschlecht und demselben Wohnort ausgewählt, schließt man von vorneherein alles, das mit dem Geschlecht, dem Alter oder dem Wohnort zusammenhängt, als Risikofaktor aus. Dennoch müssen, wie vorhin erwähnt, Fälle und Kontrollen aus derselben Basispopulation stammen.
Die Hauptschwierigkeit bei der Datenerhebung sind die Grenzen des Erinnerungsvermögens (Recalls) der Studienteilnehmer. Denn um Informationen über die Expositionen zu erhalten, werden die Personen rückblickend befragt. Die häufigste Form wird Recall-Bias genannt. Dabei können die Personen eine mögliche Exposition vergessen haben, denn betroffene Personen setzen sich häufig intensiver mit möglichen Ursachen der Erkrankung auseinander, die für die Kontrollen keinen Zusammenhang erkennen lassen oder vergessen wurden. Somit kann die unterschiedliche Erinnerungsfähigkeit zwischen den Fällen und Kontrollen zu möglichen Fehlinterpretationen führen.
Um dies zu umgehen, kann die Fall-Kontroll-Studie um Risikofaktoren erweitert werden, die bereits schriftlich dokumentiert sind. Beispiele dafür sind Wohnort und Adresse, wenn der vermutete Risikofaktor mit Schadstoffen in der Atemluft oder im Trinkwasser zusammenhängt, oder von Kliniken angeforderte Krankenakten, wenn der vermutete Risikofaktor mit einer vorangegangenen Krankheit oder Behandlung zusammenhängt.

## Bewertung
Der hauptsächliche Vorteil der Fall-Kontroll-Studien liegt darin, rasch Ergebnisse zu liefern, und bei seltenen Erkrankungen anwendbar zu sein, während bei Kohortenstudien oft Jahre vergehen müssen, bis sie aussagekräftige Resultate liefern. Der größte Nachteil besteht darin, dass die Forscher den Risikofaktor nicht strikt definieren können (etwa durch Zuteilung der Patienten auf Placebo und Wirkstoff, oder auf zwei unterschiedliche Behandlungsmethoden). Deshalb ist eine Fall-Kontroll-Studie von geringerer Aussagekraft als eine Kohortenstudie.
Darüber hinaus sind Fall-Kontroll-Studien relativ preiswert und können auch durch kleine Gruppen oder einzelne Forscher in einzelnen Forschungseinrichtungen durchgeführt werden, wie dies für Kohortenstudien oft nicht möglich wäre. Sie haben mehreren wichtigen Entdeckungen und Fortschritten den Weg gewiesen, jedoch hat gerade ihr Erfolg dazu geführt, dass ihnen zu viel Vertrauen entgegengebracht wurde und ihre Glaubwürdigkeit dabei Schaden erlitt. Dies ist zu einem großen Teil auf fehlerhafte Annahmen über solche Studien zurückzuführen.

## Beispiele für Fall-Kontroll-Studien
Ein großer Erfolg war dieser Methode im Jahre 1951 beschieden, als eine von Sir Richard Doll in die Wege geleitete Studie eine Beziehung zwischen Tabakrauchen und Lungenkrebs nachweisen konnte. Skeptiker hatten, meist mit Unterstützung der Tabakindustrie, über viele Jahre hin – und zwar korrekt – argumentiert, dass diese Art von Studie keinen schlüssigen Zusammenhang zwischen Ursache und Wirkung (Kausalität) nachweisen kann, aber letzten Endes bestätigten die Ergebnisse der daraufhin durchgeführten British Doctors Study, eine Kohortenstudie, auf eindrückliche Weise die Ergebnisse der Fall-Kontroll-Studie.
Eine weitere bedeutende Fall-Kontroll-Studie wurde 1971 veröffentlicht. Töchter erlitten häufiger ein bestimmtes, sonst sehr seltenes Vaginalkarzinom, wenn ihre Mütter in der Schwangerschaft Diethylstilbestrol einnahmen, ein Heilmittel, das zunächst für Vaginitis, Stillbeschwerden und menopausale Beschwerden zugelassen wurde, und danach auch gegen Schwangerschaftsbeschwerden verschrieben wurde. Die bloß acht Fälle wurden zwischen 1946 und 1951 geboren, und erkrankten zwischen 1966 und 1969. Nachforschungen in Krankenakten und Interviews mit Patienten wie auch mit ihren Verwandten förderten zu Tage, dass die Mutter in der Schwangerschaft jeweils das vorhin genannte Medikament verwendete.